# استان بوروری
استان بوروری (به لاتین: Bururi Province) یکی از ۱۸ استان کشور بوروندی است. استان بوروری ۲٬۴۵۶٫۱۲ کیلومتر مربع مساحت و ۵۷۴٬۰۱۳ نفر جمعیت دارد.